# Ni Octantis
Ni Octantis (ν Oct) – najjaśniejsza gwiazda w gwiazdozbiorze Oktanta, znajdująca się w odległości około 72 lat świetlnych od Słońca. Krąży wokół niej mniejsza gwiazda i przypuszczalnie planeta pozasłoneczna.

## Charakterystyka
Jest to gwiazda spektroskopowo podwójna. Jaśniejszy składnik jest olbrzymem należącym do typu widmowego K. Ma on masę 1,4 razy większą niż Słońce, a przy tym 5,9 razy większą średnicę i 16 razy większą jasność. Jego towarzyszka to gwiazda typu K7-M1, o masie o połowę mniejszej niż Słońce. Gwiazdy okrążają wspólny środek masy w średniej odległości 2,55 au, jedno okrążenie zajmuje 2,9 roku.

## Możliwy układ planetarny
Zaburzenia w widmie większej gwiazdy wskazują, że okrąża ją planeta-olbrzym o masie 2,5 MJ. Jej orbita przebiega wewnątrz orbity drugiej gwiazdy układu. Wyznaczone okresy obiegu wskazują, że między tymi ciałami występuje rezonans orbitalny: planeta obiega olbrzyma pięć razy w czasie dwóch okrążeń mniejszej gwiazdy. Istnienie planety budzi kontrowersje, szczególnie ze względu na stabilność układu; istnieją także inne wyjaśnienia zaburzeń widma olbrzyma. Modele numeryczne ukazują, że taki układ może być stabilny tylko wtedy, gdy planeta porusza się ruchem wstecznym – obiega olbrzyma w przeciwną stronę niż mniejsza gwiazda.